# Ruth Grützbauch
Ruth Grützbauch (Viena, 3 de outubro de 1978) é uma astrônoma, comunicadora científica e autora austríaca.
Grützbauch realizou pesquisas extragalácticas na Universidade de Viena, na Universidade de Nottingham e na Universidade de Lisboa. Desde 2017, ela administra o planetário "Public Space". Juntamente com Florian Freistetter, publica o podcast de astronomia "Das Universum" (em português:  O Universo).

## Obras
- Per Lastenrad durch die Galaxis. Berlim: Aufbau-Verlag. 2021. ISBN 978-3-351-03893-9